# Békés Glasz Imre
Békés Glasz Imre, Glass, Békés Glass, Glas (Budapest, 1902. július 14. – Valerian hegy, Franciaország, 1944. február 21.) magyar lakatos, kommunista pártmunkás és a francia ellenállási mozgalom tagja.

## Élete
Glas Ede és Kiss Hermin fia, izraelita vallású. Hat testvére volt, négy polgári osztályt végzett. Tizenöt évesen lakatosinas lett, szabadulását követően a Csonka Gépgyárban talált munkát. Tagja volt a Magyarországi Szocialista Munkáspártnak. 1927-ben lefogták, ám a bíróság felmentette, ezt követően belépett a KMP-be, vidéken volt pártmunkán. A későbbiekben többször volt büntetőügye, 1928. január 19-én letartóztatták, 1930. július 10-én két év fegyházbüntetésre ítélték, állami és társadalmi rend felforgatása jogcímen. 1930. december 6-án újra két év fegyházbüntetésre ítélték, 1931. március 24-én a Királyi Kúria döntése alapján ismét elítélték, ugyanezen jogcímen, ugyanennyi időtartamra. 1931. június 18-án a Szegedi Csillagbörtönbe szállították át. Szabadulását követően 1937-ben kivándorolt Franciaországba, ahol beállt a francia hadseregbe, és harcolt a németek ellen, Párizs megszállását követően 1940-ben partizáncsoportot szervezett és központi sajtóelosztóként is működött. 1941-ben a Boczor József vezette csoportban harcolt. 1943. november 17-én egy utcai találkozó alkalmával letartóztatták, a Gestapo fogságába került, akik több hónapig kínvallatásnak vetették alá, végül pedig kivégezték. Felesége Weisz Ilona, Weisz Ernő és Klinger Margit lánya, varrónő volt, szintén kommunista aktivista, akivel 1927. szeptember 23-án Budapesten, a VIII. kerületben kötött házasságot.

## Emlékezete
- Budapest XVI. kerületében, Rákosszentmihályon 1954 és 1992 között utca (ma Szent Imre utca) és egy tér viselte a nevét.
- Szintén az ő nevét viselte 1955 és 2003 között a budapest-ferencvárosi Harsányi János Gazdasági Szakközép és Szakiskola.[7]

### Levéltári anyagok
- HU BFL - VII.5.c - 0051 - 1932
- HU BFL - VII.101.c - fegyenc.I - 9587
- HU BFL - VII.5.c - 6464 - 1930
- HU BFL - VII.5.c - 2136 - 1928
- HU BFL - VII.5.c - 15580 - 1926
- HU BFL - VII.5.c - 27897 - 1927
- HU BFL - VII.5.c - 6770 - 1927

### Cikkek
- Párizs. 1944. február 21. Népszabadság, 1958. február 21.
- Három magyar partizán. Magyar Szemle, 1944. november 5.
- Hofman Éva: A múlról a mának. Békés-Glasz Imre. Mérleg, (1957. augusztus) 4. sz.
- Tálas Géza: Magyarok a francia szabadságért. Lobogó, 1961. március 1.
- Hegedüs Sándor: Békés Glasz Imre (1902-1944). Párttörténeti közlemények, 14. évf. 3. sz. (1968) 189-198. old.

További irodalomért lásd: Láng Péter: Békés Glasz Imre. In: A szocialista forradalomért. A magyar forradalmi munkásmozgalom kiemelkedő harcosai. Szerk. Bakó Ágnes. [Budapest], 1975, Kossuth Könyvkiadó. 45. p.